# 埼玉県道51号川越上尾線

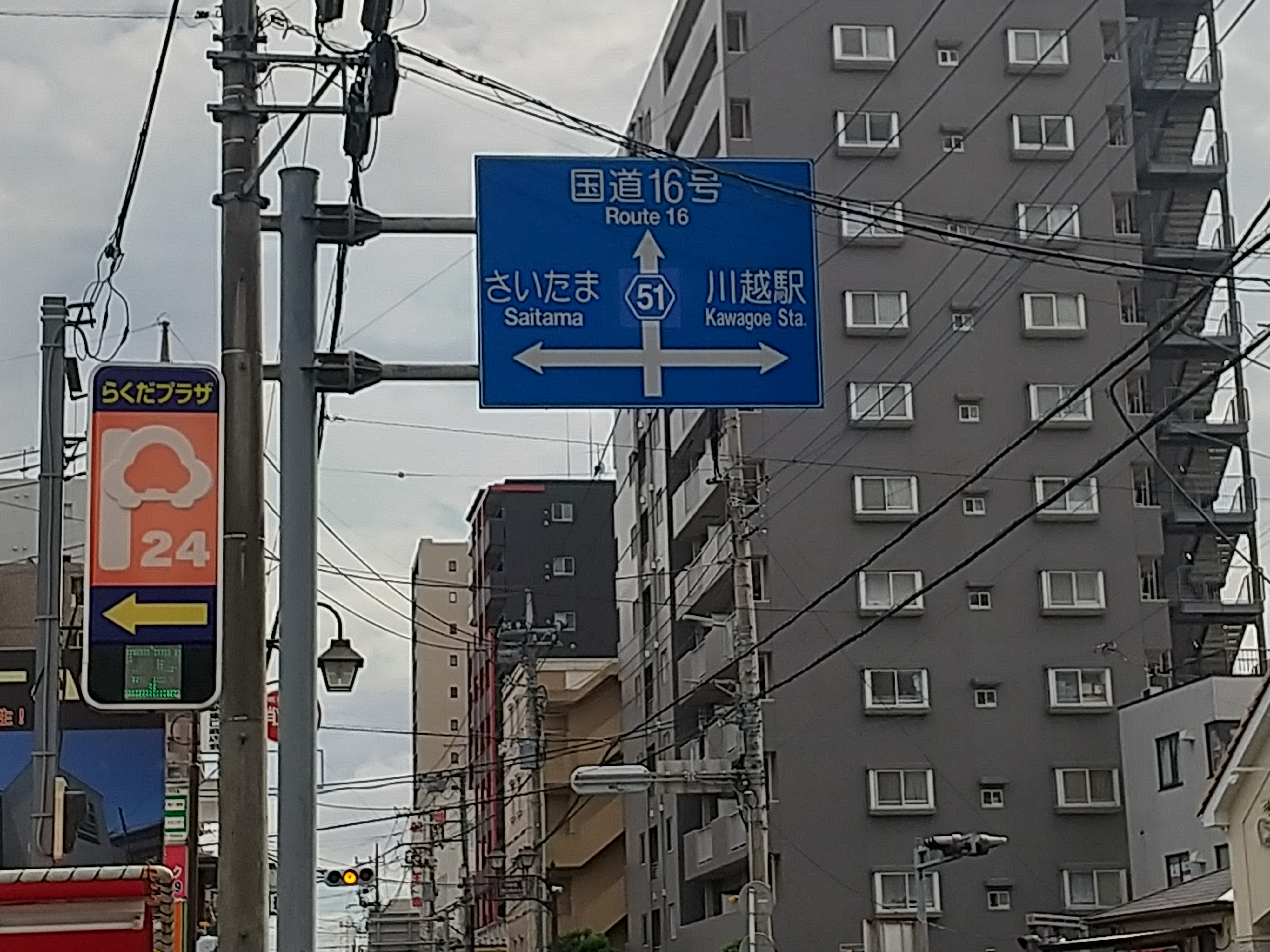
川越市南通町付近

埼玉県道51号川越上尾線（さいたまけんどう51ごう かわごえあげおせん）は、埼玉県川越市と上尾市を結ぶ県道である。

## ルート
国道16号および国道254号の交点である埼玉県川越市新宿町北交差点を起点とし、川越市役所、さいたま地方裁判所川越支部、氷川神社の横を通って国道254号と交差し、埼玉医科大学総合医療センターを経て、入間川、荒川の入間大橋、開平橋を渡り上尾市に入る。国道17号のバイパスである上尾道路と上尾市壱丁目地内で交わり、高崎線を陸橋で越え、上尾陸橋交差点で旧中山道（埼玉県道164号鴻巣桶川さいたま線）と、続いて国道17号と交差する上尾運動公園交差点が終点となる。
国道16号上江橋の北を通る開平橋では、朝夕混雑することもある。
なお、上尾市内では旧中山道交点までニッサン通り（UDトラックス（旧:日産ディーゼル工業）本社工場から）と名づけられている。

### ルート改廃
国道16号新宿町北が起点となっている現在の経路は、2023年（令和5年）4月4日より指定されている。
それ以前は新宿町北（国道16号交点）〜松江町（県道15号交点）の区間は埼玉県道39号川越坂戸毛呂山線に指定されていた。これは、前述の期日より県道39号が路線短縮（川越北環状線上寺山起点に変更、どの県道にも指定されなくなった部分は川越市道に移管）されたことによる。
県道指定区間の短縮に伴う別の県道による再指定（延伸）は、前例として埼玉県道24号練馬所沢線（短縮）・埼玉県道6号川越所沢線（延伸）の例がある。

## 起点・終点
- 起点：埼玉県川越市 新宿町北交差点
- 終点：埼玉県上尾市 上尾運動公園交差点

## 地理

### 通過する自治体
- 埼玉県
  - 川越市
  - 上尾市

### 交差する道路
交差する道路の特記がないものは市道・町道。
| 交差する道路                     | 交差する道路                     | 交差点名・橋名   | 所在地 | 所在地   |
| -------------------------------- | -------------------------------- | ---------------- | ------ | -------- |
| 国道254号 朝霞・池袋・本郷方面   |                                  |                  |        |          |
| 国道16号（川越バイパス）         | 国道16号（川越バイパス）         | 新宿町北         | 川越市 | 新宿町   |
| （三番町通り）                   | （三番町通り）                   | 三番町           | 川越市 | 小仙波町 |
| 埼玉県道15号川越日高線           | 埼玉県道15号川越日高線           | 松江町           | 川越市 | 松江町   |
| （本町通り）                     | （初雁城通り）                   | 市役所前         | 川越市 | 元町     |
|                                  | 本線                             | 裁判所前         | 川越市 | 宮下町   |
| 国道254号                        | 国道254号                        | 氷川町           | 川越市 | 氷川町   |
| 本線                             |                                  | 鴨田東           | 川越市 | 鴨田     |
|                                  | 本線                             | 工業団地入口     | 川越市 | 鴨田     |
| 埼玉県道339号平沼中老袋線        |                                  | 中老袋           | 川越市 | 中老袋   |
|                                  | 埼玉県道57号さいたま鴻巣線       | がんセンター入口 | 上尾市 | 平方     |
| 埼玉県道57号さいたま鴻巣線       | 埼玉県道216号上野さいたま線      | 上野北           | 上尾市 | 上野     |
| 埼玉県道323号上尾環状線          |                                  | 地頭方           | 上尾市 | 地頭方   |
| 国道17号（上尾道路）             | 国道17号（上尾道路）             | 壱丁目南         | 上尾市 | 壱丁目   |
|                                  | 埼玉県道165号大谷本郷さいたま線  | 大谷本郷         | 上尾市 | 大谷本郷 |
| 埼玉県道164号鴻巣桶川さいたま線  | 埼玉県道164号鴻巣桶川さいたま線  | 上尾陸橋         | 上尾市 | 愛宕     |
| 国道17号 埼玉県道323号上尾環状線 | 国道17号 埼玉県道323号上尾環状線 | 上尾運動公園     | 上尾市 | 愛宕     |

### 重複区間
- 埼玉県道57号さいたま鴻巣線：上尾市開平橋交差点 - 上野北交差点
- 埼玉県道323号上尾環状線：上尾市地頭方交差点 - 上尾運動公園交差点（終点）

### 交差する鉄道・河川
| 交差する鉄道・河川     | 交差点名                          | 所在地 |
| ---------------------- | --------------------------------- | ------ |
| JR川越線・東武東上本線 | ※立体交差（オーバーパス）         | 川越市 |
| 新河岸川               | 宮下橋                            | 川越市 |
| 入間川                 | 入間大橋                          | 川越市 |
| 荒川                   | 開平橋                            | 川越市 |
| 荒川                   | 開平橋                            | 上尾市 |
| 鴨川                   | 揺木橋                            |        |
| JR高崎線               | 上尾陸橋※立体交差（オーバーパス） |        |

### 沿線の主な施設
| 施設                                              | 所在地 | 所在地 |
| ------------------------------------------------- | ------ | ------ |
| 川越市立仙波小学校                                | 川越市 |        |
| 川越駅                                            | 川越市 |        |
| 川越工業高等学校                                  | 川越市 |        |
| 川越市立川越第一小学校                            | 川越市 |        |
| 川越市立川越小学校                                | 川越市 |        |
| 川越市役所                                        | 川越市 |        |
| 川越市立特別支援学校                              | 川越市 |        |
| 川越市立初雁中学校                                | 川越市 |        |
| 埼玉医科大学総合医療センター （附属看護専門学校） | 川越市 |        |
| 上尾市立平方小学校                                | 上尾市 |        |
| 上尾甦生病院                                      | 上尾市 |        |
| UDトラックス（旧:日産ディーゼル工業）             | 上尾市 |        |
| 上尾運動公園                                      | 上尾市 |        |

## ギャラリー

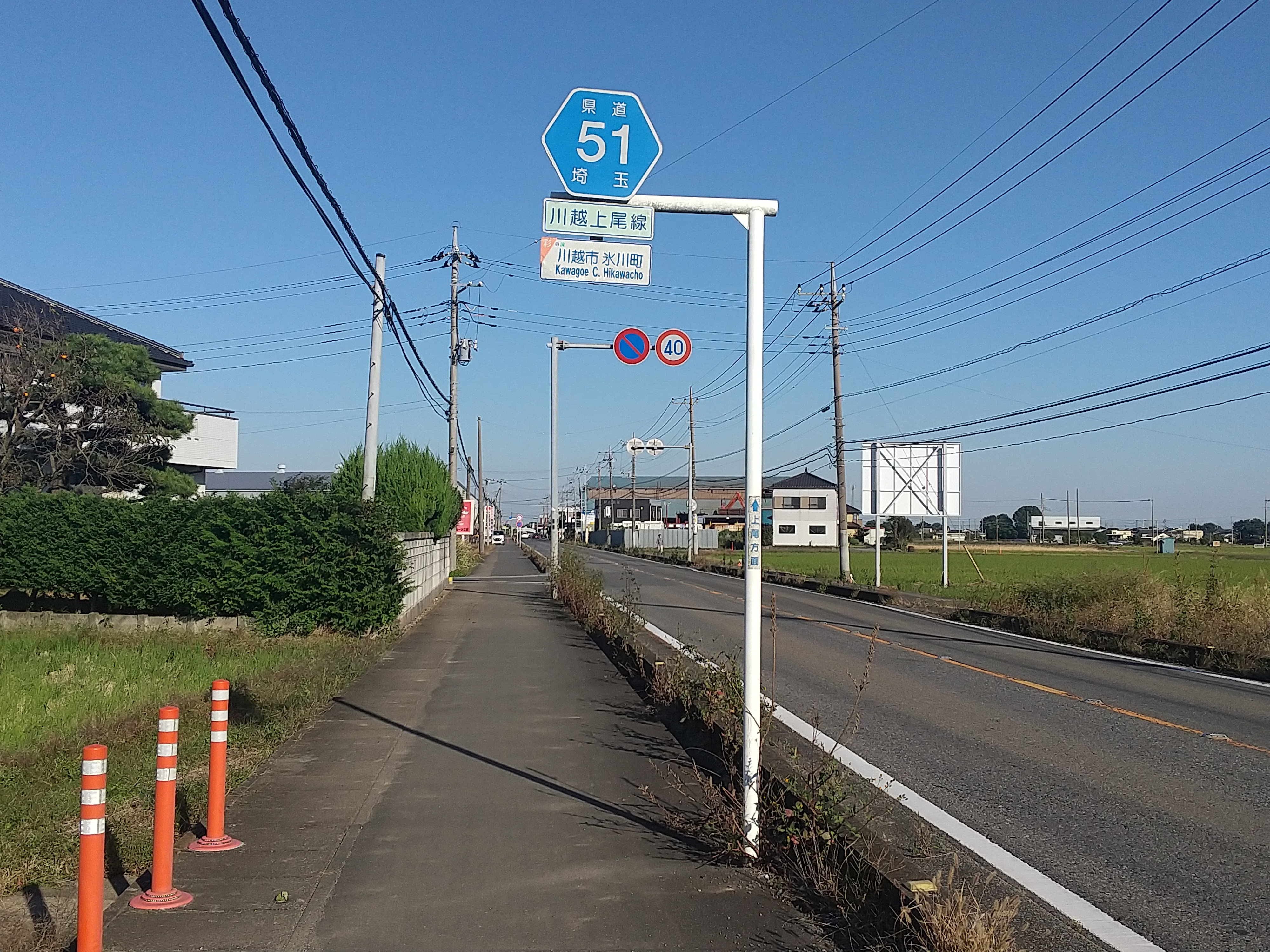
川越市氷川町付近
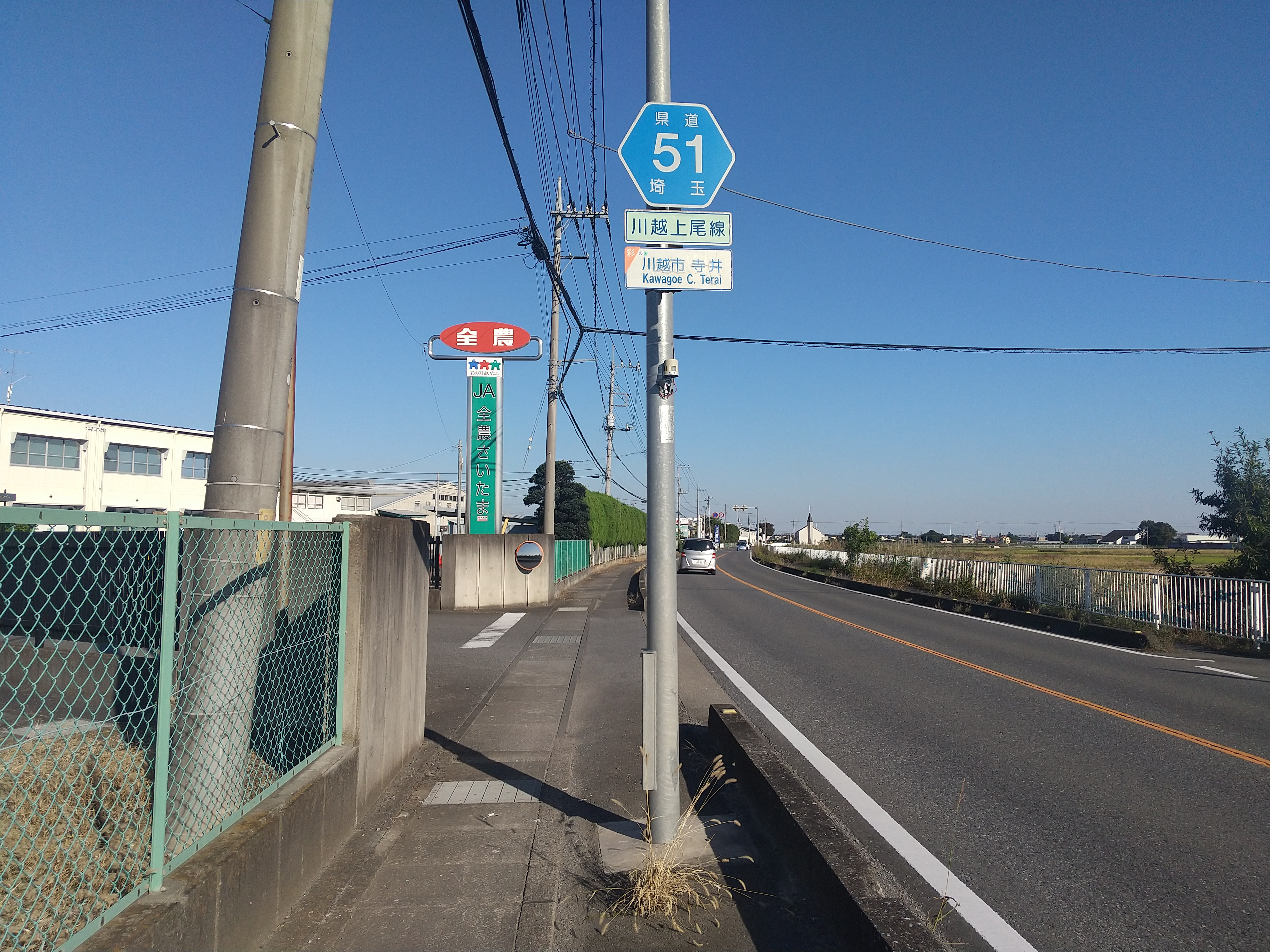
川越市寺井付近
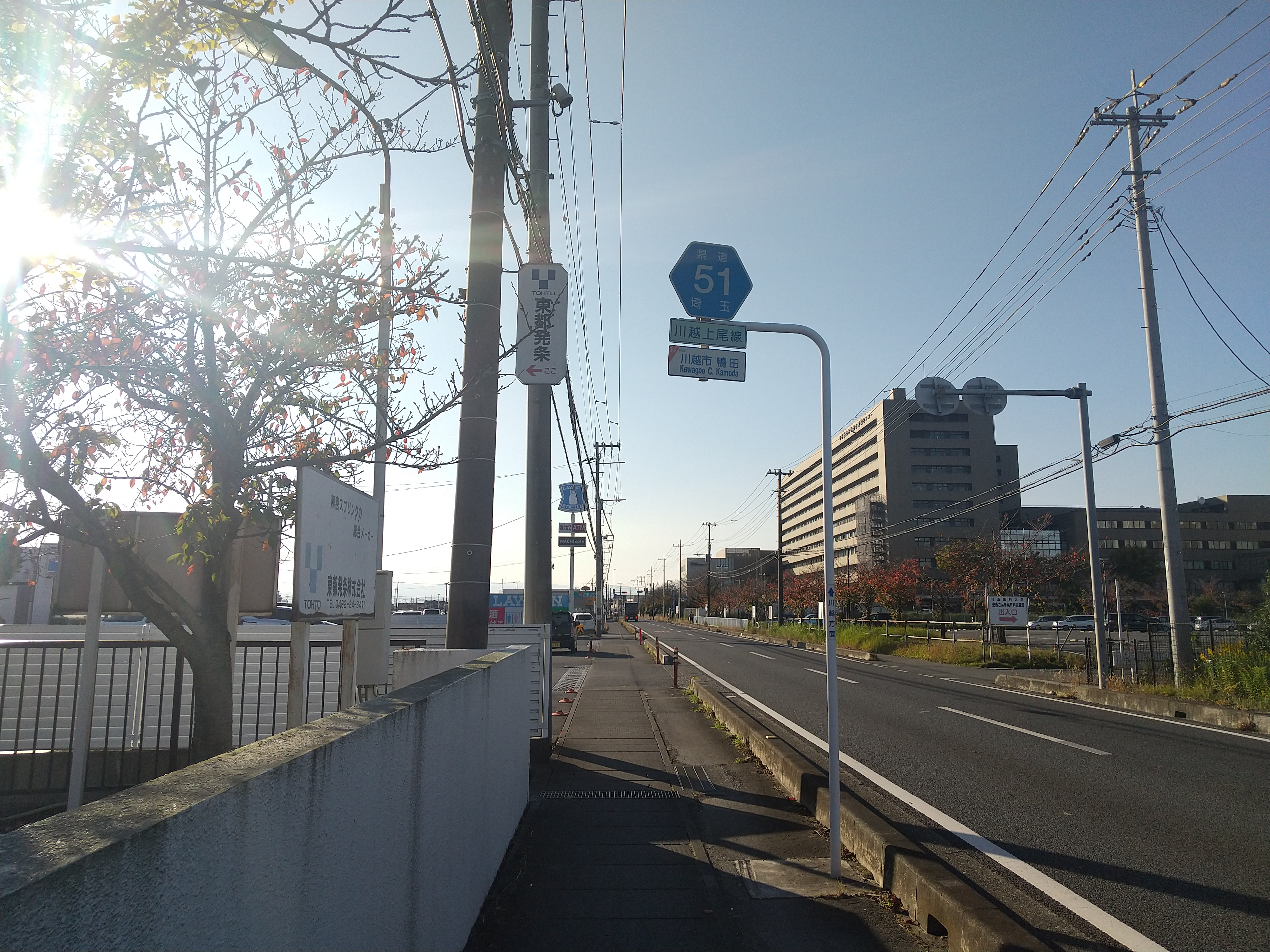
川越市鴨田付近
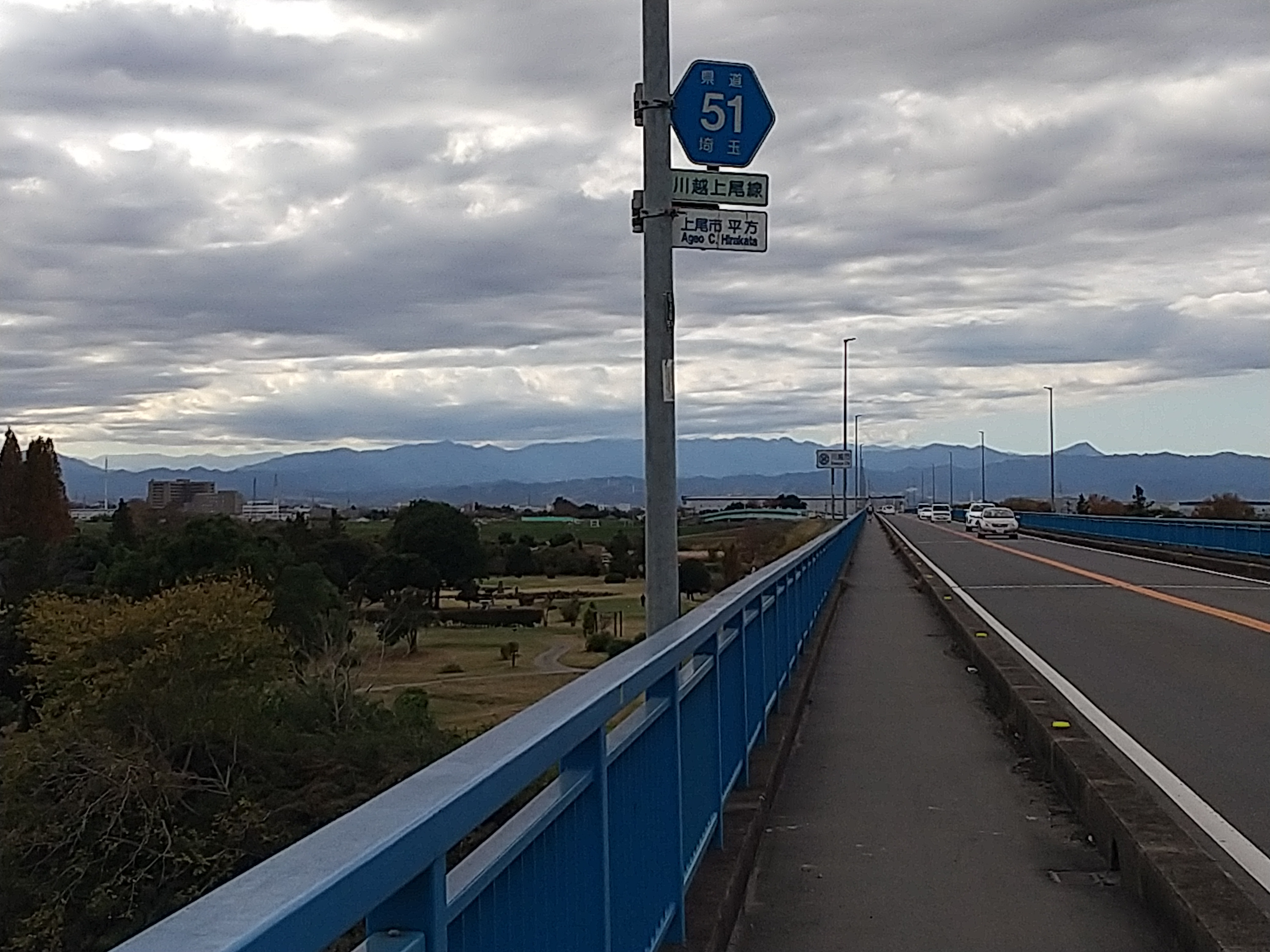
上尾市平方付近
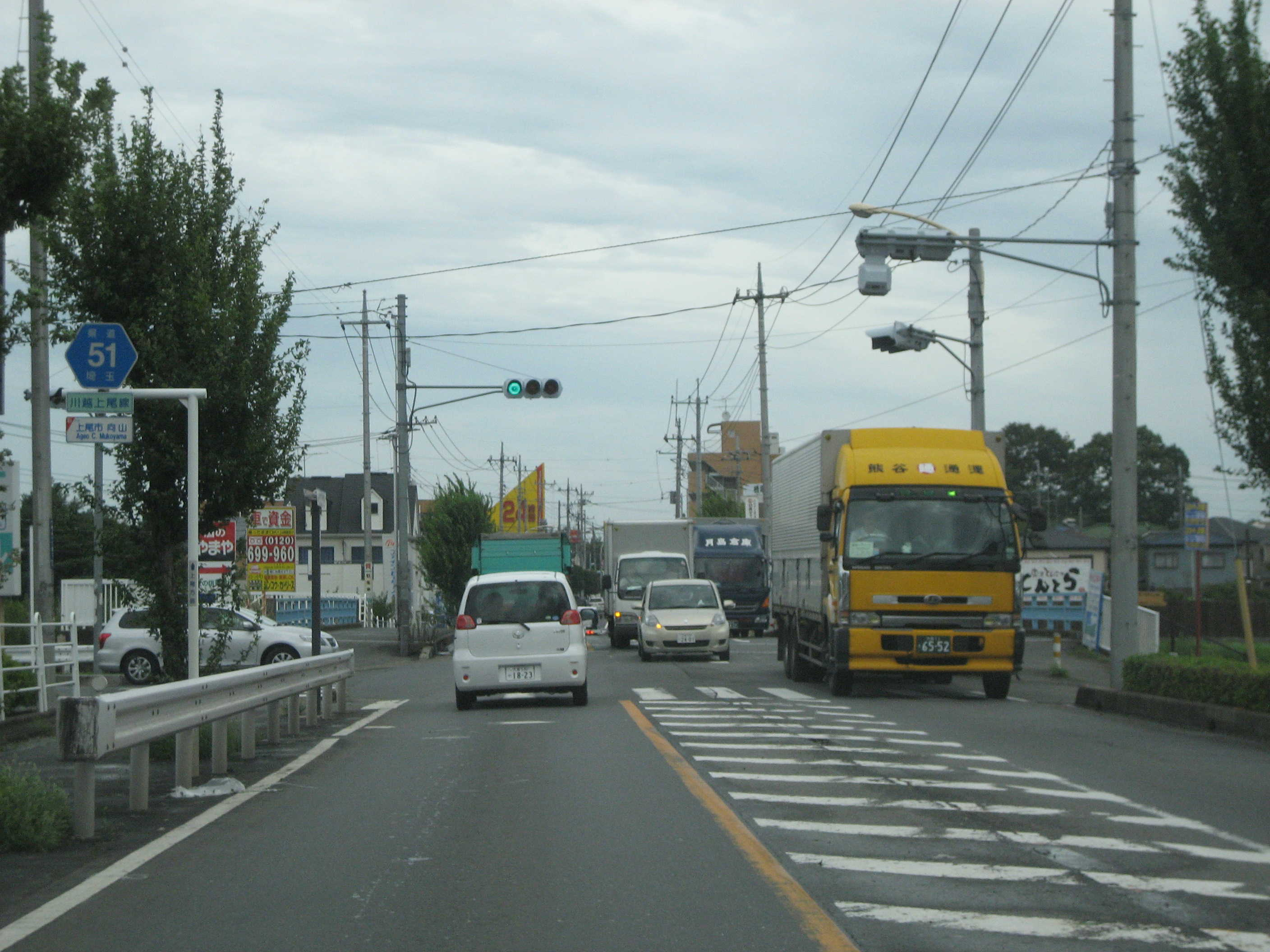
上尾市揺木橋付近
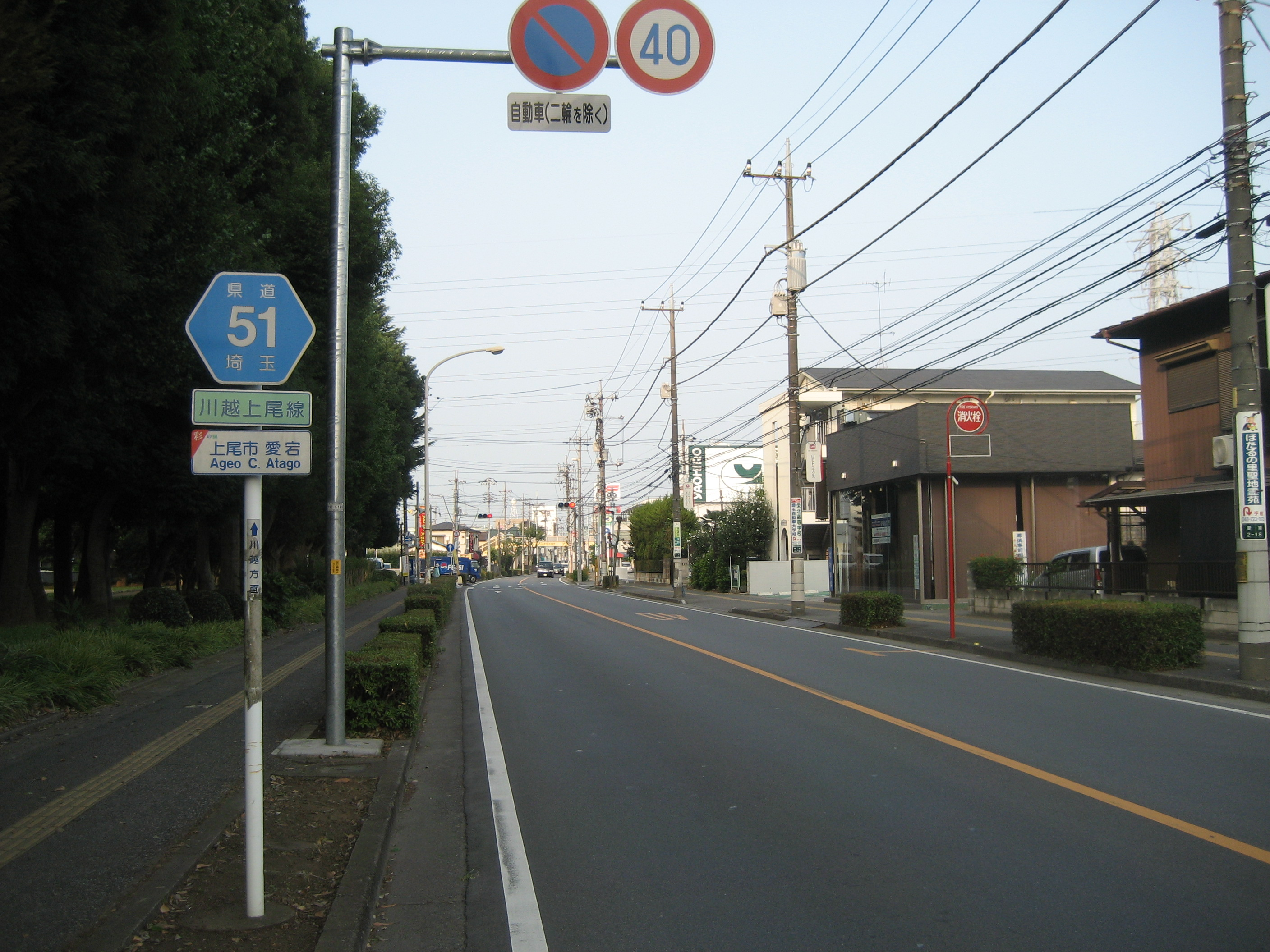
上尾市愛宕付近